# Бронзос, Константин Иванович
Константин Иванович Бронзос (28 декабря 1890  [9 января 1891], Таганрог, область Войска Донского — 1975, Московская область) — советский государственный и партийный деятель, председатель мелитопольского городского парткомитета (1917), делегат VII Всероссийского съезда Советов (1920), почётный гражданин Мелитополя (1967).

## Биография
Родился 28 декабря 1890 года в Таганроге. Его отец был рабочим-каменоломом.
В 1902 году Константин окончил Макеевское начальное училище и пошёл работать в шахту: сначала лампоносом, позже — шахтёром. В 1904 году от туберкулёза лёгких умерла его мать.
С 1904 по 1906 годы Бронзос работал учеником токаря на Макеевском металлургическом заводе. В 1908 году он работал токарем в Таганроге на котельном заводе Нев-Вильде. Зимой 1908 года Бронзос и вся его семья заболели сыпным тифом. Отец Константина от болезни скончался, а сам Константин, выздоровев, остался очень слаб, из-за чего был уволен с котельного завода.
Затем 4 года плавал кочегаром на паровой шхуне, женился, работал токарем в механическом цеху Макеевского металлургического завода, откуда был уволен в 1914 году за участие в рабочих волнениях. В 1912 году в Таганроге Константин Бронзос вступил в подпольную организацию РСДРП. В 1916 году он переехал в Мелитополь, где стал работать на механическом заводе Барского (сейчас — Мелитопольский моторный завод).
В 1917 году Константин Бронзос принял активное участие в революционных событиях в Мелитополе, и большевики избрали его председателем городского парткомитета. В 1918—1920 годах он принимал участие в Гражданской войне, сражаясь в рядах Красной Армии. Затем Радомыслянским уездным съездом советов Бронзос был избран делегатом на VII Всероссийский съезд Советов.
В 1920 году он был избран членом бюро Запорожского губкома партии, затем стал председателем Запорожского губсовнархоза. Весной 1921 года был делегирован на X Всероссийский съезд партии. В это время, в марте 1921 года, вспыхнуло Кронштадтское восстание, и Бронзос принял участие в его подавлении.
В 1922 году он был назначен заместителем председателя Всероссийского Синдиката сельского машиностроения, и переехал в Москву.
В 1925 году был направлен на должность заместителя председателя правления Атбасарского треста цветных металлов в Москве. В 1929 году Трест переехал в Казакскую АССР. 
Продолжал работать в отрасли цветной металлургии вплоть до 1954 года.
В декабре 1954 года по состоянию здоровья ушёл на пенсию.
С 1955 года жил в интернате ветеранов Компартии в Московской области в Переделкино.

## Память
- Бронзовый бюст возле Дома культуры «Октябрь» в Мелитополе (в 2016 году демонтирован).
- Улица Бронзоса — название Садовой улицы в Мелитополе.